# Muda Brasil
Muda Brasil é um filme documentário de longa-metragem dirigido por Oswaldo Caldeira e concluído em 1985, focalizando o momento de transição entre o final da ditadura militar e a volta da democracia no Brasil.
O filme é uma produção de Encontro Produções, com fotografia de Edison Santos, montagem de Carlos Alberto Camuirano e argumento e roteiro de Oswaldo Caldeira.

## Sinopse
Mostra particularmente a disputa entre Tancredo Neves e Paulo Maluf para assumir a Presidência da República, através de eleição indireta no colégio eleitoral. O filme foi realizado durante os seis últimos meses da ditadura militar, de agosto de 1984 a janeiro de 1985, acompanhando o dia a dia da campanha, com reformulação diária do roteiro de filmagem de acordo com os acontecimentos.

## Depoimentos
Foram ouvidos políticos, militares, jornalistas como Paulo Maluf, Tancredo Neves, Antonio Carlos Magalhães, Luís Carlos Prestes, Leonel Brizola, Ulisses Guimarães e inúmeros outros, tendo como tema principal as possibilidades da volta à normalidade institucional no Brasil.

## Festivais
Participação em:
- Festival de Havana (Cuba) - 1985
- Festival de Aveiro (Portugal) - 1986